# Чикония, Иоанн
Иоанн Чико́ния, устаревшая норма Чико́ниа (фр. Johannes Ciconia; около 1370, Льеж — между 10.06 и 12.07.1412, Падуя) — фламандский композитор и теоретик музыки. Работал преимущественно в Италии.

## Биография и творчество
Биографические сведения о Чиконии скудны и почерпнуты, в основном, из его же собственных музыкальных сочинений. В начале 1390-х годов переехал из Льежа в Рим, познакомился с Захаром Терамским (о чём свидетельствует мотет Чиконии «O virum omnimoda»; знакомство с Захаром, вероятно, поддерживал и позже). Тексты некоторых сочинений указывают на связь Чиконии с миланским домом Висконти. Около 1399 работал в Павии. С 1401 — певчий в кафедральном соборе Падуи, где оставался до конца дней, сочиняя музыку в том числе для местной знатной семьи Каррара.
Чикония испытал влияние композиторов Ars nova, прежде всего, Франческо Ландини и Гийома де Машо. В раннем творчестве отдал дань стилистике Ars subtilior (как в виреле Sus une fontayne и каноне Le ray au soleyl), однако в дальнейшем избегал присущих ей маньеристских крайностей в ритмике и гармонии. 
Писал в разнообразных жанрах (мадригалы, виреле, баллаты, части ординария мессы — Gloria и Credo, мотеты) и стилях на различных языках — французском, итальянском, латыни. Все мотеты Чиконии окказиональные (то есть написанные под заказ и «на случай»), некоторые из них (например, O virum omnimoda и Petrum Marcello venetum) изоритмические. Микст различных стилей и техник композиций, столь характерный для Чиконии, отражает переходное состояние западноевропейской музыки от Средних веков к Возрождению.
Чикония — автор (весьма консервативного по содержанию) теоретического трактата «Nova musica» (1411), который обнаруживает прямое влияние Боэция (в приложении к теории музыки учения о пропорциях) и Маркетто Падуанского (по нему изложено учение о видах консонанса и образующихся из них октавных ладах).

## Издания сочинений
- The Works of Johannes Ciconia, ed. M. Bent and A. Hallmark // Polyphonic Music of the Fourteenth Century, vol.24. Monaco, 1985
- Johannes Ciconia: Nova Musica and De Proportionibus, ed. Oliver Ellsworth. Lincoln (NE), 1993. (издание и перевод «Новой музыки» и позднейшей редакции его части, «О пропорциях»).